# Åke Jörnfalk
Kjell Åke Jörnfalk, född 10 oktober 1932 i Malmö, död 20 januari 2020 i Malmö, var en svensk skådespelare och regissör.

## Biografi
Jörnfalk utbildades och var verksam som skådespelare vid Malmö stadsteater från 1950-talet fram till 1996. Han har också varit skådespelare och regissör i många år vid de sommartid regelbundet återkommande friluftsföreställningarna på Pildammsteatern i Malmö och har verkat som regissör vid den klassiska fria Teater 23 i Malmö. Sedan är han 1994 regissör och konstnärlig ledare för seniorteatern Teater Augusten i Augustenborg i Malmö. 2001 fick han Skånska Dagbladets kulturpris.

## Filmografi
- 1955 – Blockerat spår
- 1957 – Arken
- 1958 – Rabies
- 1967 – Kärlek 1-1000
- 1968 – Skammen
- 1971 – Deadline
- 1984 – Vargen
- 1986 – Bessingemordet
- 1987 – Lackalänga (TV-serie)
- 1988 – Postmästarfrun från Hörby
- 1990 – Främmande makt
- 1991 – Tre terminer (TV-serie)
- 1994 – Änkeman Jarl
- 1994 – Mördare utan ansikte (TV-serie)
- 1995 – Hundarna i Riga
- 1996 – Den vita lejoninnan

## Teater

### Roller (ej komplett)
| År   | Roll              | Produktion | Regi                 | Teater                   |
| ---- | ----------------- | --- | -------------------- | ------------------------ |
| 1954 | Fredrik           | Krönikan om Malmöhus Sigvard Mårtensson | Gunnar Ollén         | Malmöhus slott           |
| 1956 |                   | Trojanska kriget blir inte av (La Guèrre de Troie n'aura pas lieu) Jean Giraudoux                                                           | Lars-Levi Laestadius | Malmö stadsteater        |
| 1957 | Äldsta hovtrollet | Peer Gynt Henrik Ibsen | Ingmar Bergman       | Malmö stadsteater        |
| 1957 |                   | Eurydike (Eurydice) Jean Anouilh | Lars-Levi Laestadius | Malmö stadsteater        |
| 1958 |                   | Månfåglarna (Les oiseaux de lune) Marcel Aymé                                                                                               | Yngve Nordwall       | Malmö stadsteater        |
| 1960 | Oscar             | Oscar - eller En halv million i kappsäcken (Oscar) Claude Magnier                                                                           | Åke Engfeldt         | Malmö stadsteater        |
| 1962 |                   | Tolvskillingsoperan (Die Dreigroschenoper) Bertolt Brecht och Kurt Weill                                                                    | Gösta Folke          | Malmö stadsteater        |
| 1963 |                   | Muren (The Wall) Millard Lampell | Lennart Olsson       | Malmö stadsteater        |
| 1965 |                   | Kvartetten som sprängdes Birger Sjöberg | Josef Halfen         | Malmö stadsteater        |
| 1965 |                   | Lyckliga draken (Le Drame du Fukuryu-Maru) Gabriel Cousin                                                                                   | Josef Halfen         | Malmö stadsteater        |
| 1966 |                   | Det blåser i sassafrasträdet eller Rödskinn och råskinn och Det lilla praktskjutet (Du vent dans les branches de sassafras) René de Obaldia |                      | Malmö stadsteater        |
| 1968 |                   | Mutter Courage och hennes barn (Mutter Courage und ihre Kinder) Bertolt Brecht                                                              | Jan Lewin            | Malmö stadsteater        |
| 1969 |                   | Fan ska vara teaterdirektör (Ett resande teatersällskap) August Blanche                                                                     | Per Siwe             | Malmö stadsteater        |
| 1969 |                   | Drömmen om Amerika Joe Hill | Lennart Olsson       | Malmö stadsteater        |
| 1970 |                   | Tolvskillingsoperan (Die Dreigroschenoper) Bertolt Brecht och Kurt Weill                                                                    | Lennart Olsson       | Malmö stadsteater        |
| 1974 |                   | Jag vill träffa Mjosov (Где вы, месье Миуссов?) Valentin Katajev                                                                            | Andris Blekte        | Malmö stadsteater        |
| 1976 |                   | Arsenik och gamla spetsar (Arsenic and Old Lace) Joseph Kesselring                                                                          | Andris Blekte        | Malmö stadsteater        |
| 1979 |                   | Det är väl mitt liv? (Whose Life Is It Anyway?) Brian Clark                                                                                 | Torsten Sjöholm      | Malmö stadsteater        |
| 1980 | Guntlack          | Wärdshuset Haren och Vråken Lars Forssell                                                                                                   | Hans Polster         | Helsingborgs stadsteater |
| 1980 | Hansson           | I vackra drömmars land Lars Björkman | Claes Sylwander      | Helsingborgs stadsteater |
| 1981 | Lopachin          | Körsbärsträdgården (Вишнёвый сад, Visjnjovyj sad) Anton Tjechov                                                                             | Gustaf Elander       | Helsingborgs stadsteater |
| 1981 | Ivanov            | Every Good Boy Deserves Favour Tom Stoppard och André Previn                                                                                | Claes Sylwander      | Helsingborgs stadsteater |
| 1981 | Morfar            | Inget går upp mot mammas gräs (La marijuana della mamma è la più bella) Dario Fo                                                            | Hans Polster         | Helsingborgs stadsteater |
| 1981 | Paulet Melvil     | Maria Stuart Friedrich Schiller | Lars Svenson         | Helsingborgs stadsteater |
| 1982 | Stan Evans        | Brevet till min älskade (I Sent a Letter To My Love) Bernice Rubens                                                                         | Claes Sylwander      | Helsingborgs stadsteater |
| 1982 |                   | Maratondansen (They Shoot Horses, Don't They?) Horace McCoy                                                                                 | Lucian Giurchescu    | Malmö stadsteater        |
| 1983 | Mäster Jacques    | Den girige (L'Avare) Molière | Hans Polster         | Helsingborgs stadsteater |
| 1984 |                   | Peer Gynt Henrik Ibsen | Edith Roger          | Malmö Stadsteater        |
| 1985 |                   | Sommarkvällar på jorden Agneta Pleijel | Urban Lindh          | Malmö Stadsteater        |
| 1986 |                   | Anne Franks dagbok (The Diary of Anne Frank) Frances Goodrich och Albert Hackett                                                            | Claes Sylwander      | Malmö stadsteater        |
| 1988 |                   | Bröderna Lejonhjärta Astrid Lindgren | Eva Sköld            | Malmö stadsteater        |
| 1988 |                   | Måsen (Чайка, Tjajka) Anton Tjechov | Ronnie Hallgren      | Malmö Stadsteater        |
| 1988 |                   | En uppstoppad hund Staffan Göthe | Magnus Bergquist     | Malmö Stadsteater        |
| 1990 |                   | Don Juan eller Stengästen (Dom Juan ou Le Festin de pierre) Molière                                                                         | Eva Sköld            | Malmö stadsteater        |
| 1996 | Ivan Rabeus       | Galoschkungen Sigvard Olsson | Göran Stangertz      | Helsingborgs stadsteater |

## Radioteater

### Roller
| År   | Roll                            | Produktion                 | Regi           |
| ---- | ------------------------------- | -------------------------- | -------------- |
| 1967 | Kriminalkommissarie Sune Örgren | Efter fem år Folke Mellvig | Lennart Olsson |